# برناج اسماء فى حياتنا
أسماء في حياتنا من البرامج التلفزيونية يعرض على شاشة تلفزيون السودان في يوم الجمعة من كل أسبوع والبرنامج من تقديم عمر الجزلى وإخراج الفاتح البدوى وبداية هذا البرناج كانت في عام 1972 وكان أول اسم محمود أبو العزائم وهى من أميز الحلقات.
والهدف من فكرة البرنامج التوثيق لحياة اشخاص كان لهم أثر في تاريخ السودان.
ووثق البرنامج لحوالى ثلاثة الالف شخصية سودانية، وهو من أكثر البرامج مشاهدة واحتفل باليوبيل الذهبى تحت شعار «نحتفى بالماضى ونخطط للمستقبل».
ووثق البرنامج لشخصيات في مختلف المجالات ومن بين ابرز هذه الشخصيات التي تم التوثيق لها على سبيل المثال:
1. الرئيس جعفر محمد نميري
2. الإمام الصادق المهدى.
3. الفنانة حواء الطقطاقة.
4. الفنان عبدالكريم الكابلي
5. الرياضي أمين زكي
6. الصحفي بشير محمد سعيد.
7. الاعلامب محمدخير بدوى.
8. الشاعر صديق مدثر.

والقائمة تطول بالعديدمن الشخصيات التي كان لها العديد من الاساهامات في السودان

## المقدمة الشعرية لبرنامج اسماء في حياتنا
على امتدا التاريخ الانسانى تلمع انوار تأبى ان تخبو لانها لمعت
على الإنسانية بابهى الاضواء فبددت اشجانها ومست اجفانها بأحلام
ساحرة وهدهدت نفوسها بأنغام اثرة ثم مضى منها من مضى من عالم
الاجسام الزائل لكن صداها خالدا على الايام والاحداث التي تمضى ثم تنسى
ومثلما تنبت هذه الأرض المعطاءة الازاهير من بين الاشواك فان ذات الأرض الطيبة قد
انجبت لنا افذاذا متفردين رجالا ونساء صنعوا وصاغوا تاريخنا السياسى والفكرى والادبى
والفنى فخلدت اسماؤهم وصاروا أسماء في حياتنا 
بهذه الكلمات الشجية يبدا بها دائما البرنامج الشهير أسماء في حياتنا وهى من كلمات واداء عمر الجزلي